# Radsted Sogn
Radsted Sogn var et sogn i Lolland Østre Provsti (Lolland-Falsters Stift).
1. december 2024 indgik sognet i Radsted-Tårs Sogn.
I 1800-tallet var Radsted Sogn et selvstændigt pastorat. Det hørte til Musse Herred i Maribo Amt. Radsted sognekommune blev ved kommunalreformen i 1970 indlemmet i Sakskøbing Kommune, der ved strukturreformen i 2007 indgik i Guldborgsund Kommune.
I Radsted Sogn ligger Radsted Kirke.
I sognet findes følgende autoriserede stednavne:
- Cypressegård Huse (bebyggelse)
- Dyrehave (areal)
- Holmeskov Dyrehave (areal)
- Hydesby (bebyggelse, ejerlav)
- Hydeskov (areal)
- Idalund (bebyggelse, ejerlav)
- Krenkerup (ejerlav, landbrugsejendom)
- Krungerup (bebyggelse, ejerlav)
- Nørre Radsted (bebyggelse)
- Pogemosetofte (bebyggelse, ejerlav)
- Radsted (bebyggelse, ejerlav)
- Radsted-Langet (bebyggelse, ejerlav)
- Slåhave (areal)
- Studehave (areal)